# Svenja Taubner
Svenja Taubner (* 26. Juni 1973 in Nienburg/Weser) ist eine deutsche Psychologin und Psychoanalytikerin.

## Leben
Taubner studierte Psychologie an der Universität Bremen. Seit 2016 ist sie Lehrstuhlinhaberin für Psychosoziale Prävention am Universitätsklinikum Heidelberg und Direktorin des dortigen Instituts für Psychosoziale Prävention.

## Wirken
Sie beschäftigt sich mit Persönlichkeitsstörungen und Störungen des Sozialverhaltens und forscht an mentalisierungsbasierten Therapien für Jugendliche. Sie ist stellvertretendes Mitglied des Wissenschaftlichen Beirats Psychotherapie.

## Schriften
- Einsicht in Gewalt. Psychosozial-Verlag, Gießen 2008, ISBN 978-3-8980-6878-9.
- Konzept Mentalisieren. Eine Einführung in Forschung und Praxis. Psychosozial-Verlag, Gießen 2016, ISBN 978-3-8379-2531-9.
- Feindselige Projektionen. Gespenst im Kinderzimmer Universität Heidelberg, Heidelberg 2021, https://doi.org/10.17885/heiup.ruca.2021.17.24275.